# ソルトレークシティオリンピック女子カーリング日本代表決定戦
ソルトレークシティオリンピック女子カーリング日本代表決定戦（ソルトレークシティオリンピックじょしカーリングにほんだいひょうけっていせん）は、2001年3月15日と16日に北海道常呂郡常呂町（後の北見市）の常呂町カーリングホールで開催された、ソルトレークシティオリンピックカーリングの女子カーリング日本代表チーム決定戦である。

## 概要
2000年日本選手権優勝のシムソンズと、2001年日本選手権優勝の河西建設が出場し、先に3勝 (ベストオブ5) を挙げたチームが日本代表となる方式で行われた。

## 試合結果
シムソンズが3勝2敗で勝利し、ソルトレークシティオリンピック女子日本代表となった。
なお、オリンピック日本代表には、河西建設の石崎琴美もリザーブとして加わった。